# HMS Trumpeter (D09)
Авіаносець «Трампітер» (англ. HMS Trumpeter (D09)) — ескортний авіаносець США часів Другої світової війни типу «Боуг» (2 група, тип «Ameer»/«Ruler»), переданий ВМС Великої Британії за програмою ленд-лізу.

## Історія створення
Авіаносець «Трампітер» був закладений 25 серпня 1942 року на верфі «Seattle-Tacoma Shipbuilding Corporation» під назвою «USS Bastian (CVE-37)». Спущений на воду 15 грудня 1942 року. Переданий ВМС Великої Британії, вступив у стрій під назвою «Трампітер» 4 серпня 1943 року.

## Історія служби
Після вступу у стрій у жовтні 1943 року «Трампітер» перейшов у Англію, де тривалий час використовувався як навчальний авіаносець.
У липні 1944 року авіаносець був включений до складу Домашнього Флоту. Він брав участь у прикритті авіаносного з'єднання, яке 22-29 серпня 1944 року завдало удару по лінкору «Тірпіц». З серпня 1944 року по травень 1945 року авіаносець брав участь у тринадцяти операціях із знищення судноплавства біля берегів Норвегії. У лютому-березні 1945 року супроводжував арктичний конвой «JW/RA-65».
4 травня 1945 року, під час удару по Кілботну (норв. Kilbotn) (Операція «Джаджмент», (англ. Operation Judgement)) літаки з «Трампітера» потопили німецький підводний човен U-711 та судно постачання.
Після завершення бойових дій в Європі авіаносець «Трампітер» пройшов ремонт та був відправлений в Індійський океан, де використовувався як авіатранспорт. Після капітуляції Японії забезпечував висадку десантів в Малайї.
4 квітня 1946 року авіаносець «Трампітер» був повернутий США, де 19 червня того ж року був виключений зі списків флоту і переобладнаний на торгове судно «Alblasserdijk» (пізніше перейменоване не «Irene Valmas»).
У 1971 році корабель був розібраний на метал в Іспанії.